# Пасивна лексика
С пасивната лексика се обозначават думи и изрази, които вече не се употребяват в ежедневието (стари думи) ,  думи, които не са широко разпространени (нови думи).

## Характеристика
Пасивната лексика включва:
- историзми – остарели думи, които не се използват поради изчезването на понятието, което назовават – гайтанджия, аргатин, дарак, миндер, аба.
- архаизми – остарели думи, които назовават съществуващо понятие – лев, земля, стремление.
- неологизми – новозаети думи от чужди езици – слайд, таблет, чат, шоурум.